# Monte Nevoso (Alto Adige)
Il Monte Nevoso (3.358 m s.l.m. - Schneebiger Nock in tedesco) è una montagna delle Alpi Pusteresi.

## Descrizione
La montagna si trova in Alto Adige e fa parte delle Vedrette di Ries, in provincia di Bolzano.
In letteratura antica, noto anche come Corno di Ruthner (in tedesco Ruthnerhorn), con i suoi 3.358 m,  rappresenta dopo il Monte Collalto (in tedesco Hochgall), la seconda cima montuosa più alta del gruppo delle Vedrette di Ries, montagne situate nella parte occidentale degli Alti Tauri.
Il Monte Nevoso rientra nel Parco naturale Vedrette di Ries-Aurina in Valle Aurina (in tedesco Naturpark Rieserferner-Ahrn).